# Ergocarpon
- Commons
- Wikispecies

Ergocarpon é um género botânico pertencente à família Apiaceae.